# Équipe de Belgique de hockey sur gazon en 2024
Maillots
Chronologie
Saison précédente Saison suivante
Du 14 janvier au 30 juin 2024, l'équipe de Belgique de hockey sur gazon participe au Tournoi de qualification olympique 2024, à la Ligue professionnelle 2023-2024, et aux Jeux olympiques 2024.

## Objectifs
- De se qualifier pour les Jeux olympiques 2024 via le Tournoi de qualification olympique 2024.
- D'éviter la relégation à la Coupe des nations 2024-2025 via la Ligue professionnelle 2023-2024.
- De gagner les Jeux olympiques 2024.

## Résumé de la saison
Le 6 janvier 2024, alors que les Red Lions s’envolent, ce dimanche matin, pour Valence où ils disputeront le tournoi qualificatif olympique (13 au 21 janvier), on connaît le nom du joueur qui n’effectuera pas le voyage pour l’Espagne. En effet, à l’issue du dernier match amical remporté face aux U23, ce vendredi midi, à Anvers, Michel van den Heuvel et son staff ont tranché. Et sans réelle surprise, c’est le milieu de terrain, Antoine Kina, qui reste sur le carreau alors que le sélectionneur néerlandais avait encore une liste de 19 joueurs et qu’il devait retirer un dernier nom pour le rendez-vous. Le Gantois s’était blessé, il y a 3 semaines, lors de la rencontre de préparation face à l’Inde, à Valence, et l’évolution de sa déchirure à l’ischio ne lui permet pas de pouvoir tenir sa place de manière optimale lors de la compétition qualificative pour Paris 2024. Le lendemain, c’est Nelson Onana qui est arrivé le tout premier dans le hall des départs de Brussels Airport. Suivi de près par Vincent Vanasch, les frères Van Doren et Loïck Luypaert. Le rendez-vous avait été fixé à 7 heures 45, ce dimanche, pour une ultime rencontre avec la presse avant le grand départ vers Valence et le tournoi qualificatif olympique qui débutera, dimanche prochain, pour les Red Lions face au Japon.
Le 14 janvier 2024, grandissimes favoris de ce tournoi qualificatif olympique, les Red Lions n’ont pas vraiment tremblé, dimanche en début de soirée, pour leur entrée en matière à Valence. Opposés au Japon (FIH 15), les champions olympiques en titre et n°2 mondiaux ont démontré toute leur maîtrise pour entamer ce tournoi dans des circonstances idéales. Cette rencontre est remportée (7-0). Le lendemain, après avoir écrasé le Japon (7-0) pour leur entrée en matière dans ce tournoi qualificatif olympique les Red Lions ont poursuivi sur leur lancée victorieuse, lundi soir, face à l’Irlande (FIH 13), finalement écartée sur le score de 4-2. Deux jours plus tard, la dernière sortie des joueurs de Michel van den Heuvel en phase de poule du tournoi qualificatif olympique s’est soldée par un carton (12-0) face à une équipe ukrainienne qui a joué le jeu et qui n’a jamais baissé les bras malgré le gap entre les 2 nations. Les Red Lions seront face à la Corée du Sud en demi-finale vendredi. Deux jours plus tard, contrairement aux Red Panthers, la joie des ouailles de Michel van den Heuvel pour les demi-finales était nettement plus contenue à l’issue de la victoire et donc de leur qualification pour Paris. Une 5e participation aux Jeux pour les Lions qui a mis un peu de temps à se dessiner tant la Corée du Sud, 10e nation mondiale, a proposé un press bas et a installé un bloc extrêmement compact pour éviter de se faire déborder par les assauts des champions olympiques en titre. Cette rencontre est gagnée (4-0) et les Red Lions sont aux JO de Paris 2024. Deux jours plus tard, c’est donc au caractère et à l’énergie, deux valeurs chères à nos équipes nationales, que les protégés de Michel van den Heuvel sont parvenus à remporter la victoire finale dans le Qualificatif olympique. Cette finale est gagnée (2-3).
Le 22 janvier 2024, après le tournoi de qualification olympique, les Red Lions connaissent leur adversaires pour le tournoi olympique de Paris 2024, ils sont tombés dans la poule "mondiale" avec l’Inde (FIH 3), l’Australie (FIH 6), l’Argentine (FIH 7), la Nouvelle-Zélande (FIH 10) et l’Irlande (FIH 11).
Le 5 février 2024, la Fédération a communiqué la sélection des 20 joueurs qui disputeront la Pro League, à Santiago del Estero, en Argentine, du 14 au 18 février prochain. Comme annoncé à l’issue du tournoi qualificatif olympique de Valence, les cadres ont été laissés au repos pour cette première étape de la nouvelle saison de la compétition mondiale. Seuls 3 Lions présents en Espagne, en janvier dernier, seront du voyage (Maxime van Oost, Arno van Dessel et Thibeau Stockbroekx) tandis que 3 « anciens » sont de retour dans le groupe, Emmanuel Stockbroekx, Tommy Willems et Nicolas Poncelet, médaillé de bronze, ce dimanche à l’Euro Indoor.
Le 14 février 2024, pour cette entame de la 5e saison de la Pro League, c’est une équipe belge rajeunie et dirigée par Adam Commens qui est alignée ce 1er mini-tournoi à Santiago del Estero, en Argentine. Les cadres qui ont assuré la qualification à Valence, en janvier dernier, ont été laissés au repos par Michel van den Heuvel et c’est donc la nouvelle génération entourée de certains cadres qui tenteront de prendre des points face au pays hôte (FIH 7) et à l’Allemagne (4) lors des 4 rencontres programmées jusqu’à dimanche. Et pour leur première sortie, les Lions se sont bien battus mais ils ont manqué un peu d’agressivité et de lucidité pour inquiéter réellement leurs adversaires. Cette rencontre est perdue (4-1). Le lendemain, après leur défaite, mercredi, face au pays hôte (4-1) lors de leur première sortie dans cette 5e saison de la Pro League, les joueurs belges espéraient pouvoir faire mieux face aux champions du monde allemands. Cette rencontre est encore perdue (2-0). Deux jours plus tard, les joueurs d’Adam Commens ont lancé définitivement leur saison dans la prestigieuse compétition internationale en remportant une première victoire face au pays hôte (3-4) à Santiago del Estero qui accueille l’un des premiers rendez-vous du tournoi qui regroupe les meilleures équipes du monde. Le lendemain, Pour leur dernière sortie à Santiago del Estero, les protégés d’Adam Commens se sont inclinés (3-2) face aux champions du monde allemands (FIH 4). Un match lors duquel les jeunes Red Lions, en l’absence des cadres, ont proposé une bonne prestation comme lors de la victoire de samedi face à l’Argentine.
Le 21 mars 2024, Aaprès l’annonce, ce matin, de HC Bloemendaal qui a confirmé que le Néerlandais avait accepté de revenir une 3e fois au club comme entraineur principal, la Fédération belge de hockey a, elle aussi, envoyé un communiqué aux médias en annonçant que Michel van den Heuvel (59 ans) ne serait plus le sélectionneur national des Red Lions après les Jeux de Paris 2024.
Le 15 mai 2024, le sélectionneur national, Michel van den Heuvel, a communiqué, ce mercredi, la liste des 27 joueurs repris pour aborder la dernière ligne droite de la préparation olympique. Un groupe qui disputera la Pro League, dès la semaine prochaines, avec 8 premières rencontres programmées à Anvers, entre le 22 mai et le 2 juin, contre l’Irlande, l’Inde, l’Australie et l’Espagne. Trois d’entre eux, évoluant en Hoofdklasse et impliqués avec leur club dans les Playoffs (Arthur Van Doren, Arthur De Sloover et Thibeau Stockbroekx) ne rejoindront le groupe qu’au début du mois de juin.
Le 22 mai 2024, tout comme les Red Panthers, les Lions entamaient, également, ce 2e bloc de Pro League, ce mercredi, à Anvers. Un grand retour à la compétition internationale avec comme ambition de préparer au mieux les Jeux de Paris en enchainant les rencontres (8 en 10 jours) avec un premier duel face à l’Irlande (FIH 11). Privés de Arno van Dessel (ischios et donc out, pour minimum, 3 semaines) mais aussi de plusieurs titulaires laissés au repos (Arthur van Doren, Arthur de Sloover, Florent van Aubel ou Antoine Kina), les hommes de Michel van den Heuvel étaient mis sous pression durant cette première période. Cette rencontre est perdue (1-2). Le lendemain, les hommes de Michel van den Heuvel se sont imposés, ce jeudi, lors de leur 6e rencontre de Pro League en battant l’Inde (4-1). Toujours sans Arthur van Doren et Arthur de Sloover mais aussi privés de Tom Boon et avec Loic van Doren dans les buts,. Deux jours plus tard, après le beau succès de jeudi soir face à l’Inde (4-1), les hommes de Michel van den Heuvel souhaitaient remettre le couvert, ce samedi, face au même adversaire en proposant une prestation aboutie et plus consistante encore. Cette rencontre est remportée aux tirs au but (3-1) après le partage en temps réglementaire (2-2). Le lendemain, c’est donc finalement avec 1 heure de retard que la rencontre face à l’Irlande a débuté à Anvers après les trombes d’eau qui se sont abattues sur le stade durant près de 30 minutes. Cette rencontre est de nouveau perdue (1-4). Trois jours plus tard, après les prestations en demi-teinte lors du précédent bloc de Pro League et les 2 défaites face à l’Irlande, les supporters belges attendaient les Lions au tournant pour ce premier duel face à l’Australie, deuxième au classement mondial. Un match au sommet avec le retour en défense d’Arthur van Doren et Arthur de Sloover. Cette rencontre est remportée (5-1). Le lendemain, après le carton face à l’Australie (5-1), mercredi soir, les joueurs belges avaient la ferme intention de remettre le couvert pour leur premier duel face à l’Espagne (FIH 8). Avec Tom Boon de retour sur le terrain, 8 jours après avoir reçu une balle en plein visage lors du duel face à l’Irlande, et sans Nelson Onana et Florent van Aubel, laissés au repos, et Arno van Dessel, toujours en revalidation. Deux jours plus tard, les rencontres se suivent à Anvers et la Belgique continue à monter en puissance dans cette Pro League qui constitue la préparation idéale pour les Jeux de Paris. Sans Felix Denayer, Loïck Luypaert et Cédric Charlier, laissés au repos, et Nelson Onana présent sur le banc mais qui n’a pas joué pour se mettre en configuration JO en évoluant à 16, elle a livré une prestation extrêmement aboutie face à l’Espagne (FIH 8) qu’elle avait battue (3-2), jeudi soir, lors de leur premier duel. Un succès très convaincant (4-1) qui a été construit tranquillement après une première période de très grande qualité. Le lendemain, Après leur démonstration, mercredi, face à l’Australie (5-1), les Belges entendaient bien remettre le couvert, pour leur dernière rencontre de Pro League dans cette fenêtre anversoise. Sans Arno van Dessel, toujours en revalidation après sa blessure aux ischios et qui devrait effectuer son grand retour dans 2 semaines maximum, et sans William Ghislain et Tanguy Cosyns, dans la tribune. Cette rencontre est remportée aux tirs au but (3-2) après le partage en temps réglementaire (4-4).

## Bilan de la saison
L'équipe belge:
- s'est qualifiée pour les Jeux olympiques 2024 en allant en finale du Tournoi de qualification olympique 2024
- s'est maintenue en Ligue professionnelle pour la saison 2024-2025.
- a échoué en quarts de finale des Jeux olympiques 2024

### Tournoi de qualification olympique 2024

#### Tournoi de Valence

##### Phase préliminaire (Poule A)
Légende :
- Tour pour les médailles
- Tour de classement

| Rang | Équipe   | Pts | J | G | N | P | Bp | Bc | Diff |
| ---- | -------- | --- | - | - | - | - | -- | -- | ---- |
| 1    | Belgique | 9   | 3 | 3 | 0 | 0 | 23 | 2  | +21  |
| 2    | Irlande  | 6   | 3 | 2 | 0 | 1 | 8  | 5  | +3   |
| 3    | Japon    | 3   | 3 | 1 | 0 | 2 | 5  | 10 | -5   |
| 4    | Ukraine  | 0   | 3 | 0 | 0 | 3 | 3  | 22 | -19  |

| 14 janvier 2024 | Belgique | 7 - 0  | Japon    |
| 14 janvier 2024 | Irlande  | 5 - 1  | Ukraine  |
| 15 janvier 2024 | Japon    | 5 - 2  | Ukraine  |
| 15 janvier 2024 | Irlande  | 2 - 4  | Belgique |
| 17 janvier 2024 | Belgique | 12 - 0 | Ukraine  |
| 17 janvier 2024 | Japon    | 0 - 1  | Irlande  |

##### Tour pour les médailles
|  | Demi-finales    | Demi-finales    | Demi-finales    | Demi-finales    |                               |          | Finale          | Finale          | Finale          | Finale          |
|  |                 |                 |                 |                 |                               |          |                 |                 |                 |                 |
|  | 19 janvier 2024 | 19 janvier 2024 | 19 janvier 2024 | 19 janvier 2024 |                               |          | 21 janvier 2024 | 21 janvier 2024 | 21 janvier 2024 | 21 janvier 2024 |
|  | A1              | Belgique        | 4               | 4               |                               |          | 21 janvier 2024 | 21 janvier 2024 | 21 janvier 2024 | 21 janvier 2024 |
|  | A1              | Belgique        | 4               | 4               |                               |          | 21 janvier 2024 | 21 janvier 2024 | 21 janvier 2024 | 21 janvier 2024 |
|  | B2              | Corée du Sud    | 0               | 0               |                               |          | 21 janvier 2024 | 21 janvier 2024 | 21 janvier 2024 | 21 janvier 2024 |
|  | B2              | Corée du Sud    | 0               | 0               | A1                            | Belgique | 3               | 3               |                 |                 |
|  | 19 janvier 2024 |                 |                 |                 | A1                            | Belgique | 3               | 3               |                 |                 |
|  |                 |                 | B1              | Espagne         | 2                             | 2        |                 |                 |                 |                 |
|  | B1              | Espagne         | B1              | Espagne         | 2                             | 2        | 2               | 2               |                 |                 |
|  | B1              | Espagne         |                 |                 |                               |          |                 | 2               |                 |                 |
|  | A2              | Irlande         | 0               | 0               |                               |          |                 |                 |                 |                 |
|  | A2              | Irlande         | 0               | 0               | Match pour la troisième place |          |                 |                 |                 |                 |
|  |                 |                 |                 |                 |                               |          |                 |                 |                 |                 |
|  | 21 janvier 2024 |                 |                 |                 |                               |          |                 |                 |                 |                 |
|  | B2              | Corée du Sud    | 3               | 3               |                               |          |                 |                 |                 |                 |
|  | B2              | Corée du Sud    | 3               | 3               |                               |          |                 |                 |                 |                 |
|  | A2              | Irlande         | 4               | 4               |                               |          |                 |                 |                 |                 |
|  | A2              | Irlande         | 4               | 4               |                               |          |                 |                 |                 |                 |

### Ligue professionnelle 2023-2024
| Rang               | Équipe          | J  | V  | N | SO | P  | BP | BC | +/- | Pts | Classement mondial FIH | Classement mondial FIH | Classement mondial FIH |
| Rang               | Équipe          | J  | V  | N | SO | P  | BP | BC | +/- | Pts | Avant                  | Après                  | +/-                    |
| ------------------ | --------------- | -- | -- | - | -- | -- | -- | -- | --- | --- | ---------------------- | ---------------------- | ---------------------- |
| Médaille d'or      | Australie       | 16 | 10 | 3 | 1  | 3  | 56 | 41 | +15 | 34  | 6                      | 4                      | +2                     |
| Médaille d'argent  | Pays-Bas T      | 16 | 8  | 5 | 2  | 3  | 45 | 32 | +13 | 31  | 1                      | 1                      | 0                      |
| Médaille de bronze | Grande-Bretagne | 16 | 9  | 2 | 0  | 5  | 37 | 28 | +9  | 29  | 4                      | 2                      | +2                     |
| 4                  | Argentine       | 16 | 7  | 5 | 3  | 4  | 39 | 35 | +4  | 29  | 7                      | 6                      | +1                     |
| 5                  | Belgique        | 16 | 7  | 2 | 2  | 7  | 41 | 39 | +2  | 25  | 2                      | 3                      | -1                     |
| 6                  | Allemagne       | 16 | 5  | 6 | 4  | 5  | 33 | 29 | +4  | 25  | 5                      | 5                      | 0                      |
| 7                  | Inde            | 16 | 5  | 6 | 3  | 5  | 38 | 35 | +3  | 24  | 3                      | 7                      | -4                     |
| 8                  | Espagne         | 16 | 4  | 1 | 0  | 11 | 36 | 43 | -7  | 13  | 8                      | 8                      | 0                      |
| 9                  | Irlande P       | 16 | 2  | 0 | 0  | 14 | 16 | 59 | -43 | 6   | 13                     | 11                     | +2                     |

|  | Nation qualifiée pour la Coupe du monde 2026     |
|  | Nation reléguée à la Coupe des nations 2024-2025 |

1. 1 2  La Belgique et les Pays-Bas sont déjà qualifiés pour la Coupe du monde 2026 en tant que pays hôtes.

### Jeux olympiques 2024

#### Phase de groupes (Groupe A)
Légende :
- Quarts de finale

| Rang | Équipe           | Pts | J | G | N | P | Bp | Bc | Diff |
| ---- | ---------------- | --- | - | - | - | - | -- | -- | ---- |
| 1    | Belgique T       | 13  | 5 | 4 | 1 | 0 | 15 | 7  | +8   |
| 2    | Inde             | 10  | 5 | 3 | 1 | 1 | 10 | 7  | +3   |
| 3    | Australie        | 9   | 5 | 3 | 0 | 2 | 12 | 10 | +2   |
| 4    | Argentine        | 8   | 5 | 2 | 2 | 1 | 9  | 6  | +3   |
| 5    | Irlande          | 3   | 5 | 1 | 0 | 4 | 4  | 10 | -6   |
| 6    | Nouvelle-Zélande | 0   | 5 | 0 | 0 | 5 | 4  | 14 | -10  |

| 27 juillet 2024 | Belgique         | 2 - 0 | Irlande          |
| 27 juillet 2024 | Australie        | 1 - 0 | Argentine        |
| 27 juillet 2024 | Inde             | 3 - 2 | Nouvelle-Zélande |
| 28 juillet 2024 | Belgique         | 2 - 1 | Nouvelle-Zélande |
| 29 juillet 2024 | Irlande          | 1 - 2 | Australie        |
| 29 juillet 2024 | Inde             | 1 - 1 | Argentine        |
| 30 juillet 2024 | Irlande          | 0 - 2 | Inde             |
| 30 juillet 2024 | Argentine        | 2 - 0 | Nouvelle-Zélande |
| 30 juillet 2024 | Australie        | 2 - 6 | Belgique         |
| 1er août 2024   | Inde             | 1 - 2 | Belgique         |
| 1er août 2024   | Nouvelle-Zélande | 0 - 5 | Australie        |
| 1er août 2024   | Argentine        | 2 - 1 | Irlande          |
| 2 août 2024     | Australie        | 2 - 3 | Inde             |
| 2 août 2024     | Nouvelle-Zélande | 1 - 2 | Irlande          |
| 2 août 2024     | Belgique         | 3 - 3 | Argentine        |

#### Phase à élimination directe
|  | Quarts de finale | Quarts de finale | Quarts de finale | Quarts de finale |          |           | Demi-finales | Demi-finales | Demi-finales                  | Demi-finales                  |                               |                               | Finale      | Finale      | Finale      | Finale      |
|  |                  |                  |                  |                  |          |           |              |              |                               |                               |                               |                               |             |             |             |             |
|  | 4 août 2024      | 4 août 2024      | 4 août 2024      | 4 août 2024      |          |           | 6 août 2024  | 6 août 2024  | 6 août 2024                   | 6 août 2024                   |                               |                               | 8 août 2024 | 8 août 2024 | 8 août 2024 | 8 août 2024 |
|  | 4 août 2024      | 4 août 2024      | 4 août 2024      | 4 août 2024      |          |           | 6 août 2024  | 6 août 2024  | 6 août 2024                   | 6 août 2024                   |                               |                               | 8 août 2024 | 8 août 2024 | 8 août 2024 | 8 août 2024 |
|  | A1               | Allemagne        | 3                | 3                |          |           | 6 août 2024  | 6 août 2024  | 6 août 2024                   | 6 août 2024                   |                               |                               | 8 août 2024 | 8 août 2024 | 8 août 2024 | 8 août 2024 |
|  | A1               | Allemagne        | 3                | 3                |          |           | 6 août 2024  | 6 août 2024  | 6 août 2024                   | 6 août 2024                   |                               |                               | 8 août 2024 | 8 août 2024 | 8 août 2024 | 8 août 2024 |
|  | B4               | Argentine        | 2                | 2                |          |           | 6 août 2024  | 6 août 2024  | 6 août 2024                   | 6 août 2024                   |                               |                               | 8 août 2024 | 8 août 2024 | 8 août 2024 | 8 août 2024 |
|  | B4               | Argentine        | 2                | 2                | A1       | Allemagne | 3            | 3            |                               |                               |                               |                               | 8 août 2024 | 8 août 2024 | 8 août 2024 | 8 août 2024 |
|  | 4 août 2024      |                  |                  |                  | A1       | Allemagne | 3            | 3            |                               |                               |                               |                               | 8 août 2024 | 8 août 2024 | 8 août 2024 | 8 août 2024 |
|  |                  |                  | B2               | Inde             | 2        | 2         |              |              |                               |                               |                               |                               | 8 août 2024 | 8 août 2024 | 8 août 2024 | 8 août 2024 |
|  | B2               | Inde             | B2               | Inde             | 2        | 2         | 1 (4)tab     | 1 (4)tab     |                               |                               |                               |                               | 8 août 2024 | 8 août 2024 | 8 août 2024 | 8 août 2024 |
|  | B2               | Inde             | 6 août 2024      |                  |          |           | 1 (4)tab     | 1 (4)tab     |                               |                               |                               |                               | 8 août 2024 | 8 août 2024 | 8 août 2024 | 8 août 2024 |
|  | A3               | Grande-Bretagne  | 1 (2)            | 1 (2)            |          |           |              |              |                               |                               |                               |                               | 8 août 2024 | 8 août 2024 | 8 août 2024 | 8 août 2024 |
|  | A3               | Grande-Bretagne  | 1 (2)            | 1 (2)            | A1       | Allemagne | 1 (1)        | 1 (1)        |                               |                               |                               |                               |             |             |             |             |
|  | 4 août 2024      |                  |                  |                  | A1       | Allemagne | 1 (1)        | 1 (1)        |                               |                               |                               |                               |             |             |             |             |
|  |                  |                  | A2               | Pays-Bas         | 1 (3)tab | 1 (3)tab  |              |              |                               |                               |                               |                               |             |             |             |             |
|  | A2               | Pays-Bas         | A2               | Pays-Bas         | 1 (3)tab | 1 (3)tab  | 2            | 2            |                               |                               |                               |                               |             |             |             |             |
|  | A2               | Pays-Bas         |                  |                  |          |           |              |              |                               |                               |                               |                               |             |             |             |             |
|  | B3               | Australie        | 0                | 0                |          |           |              |              |                               |                               |                               |                               |             |             |             |             |
|  | B3               | Australie        | 0                | 0                | A2       | Pays-Bas  | 4            | 4            | Match pour la troisième place | Match pour la troisième place | Match pour la troisième place | Match pour la troisième place |             |             |             |             |
|  | 4 août 2024      |                  |                  |                  | A2       | Pays-Bas  | 4            | 4            | Match pour la troisième place | Match pour la troisième place | Match pour la troisième place | Match pour la troisième place |             |             |             |             |
|  |                  |                  | A4               | Espagne          | 0        | 0         |              |              | 8 août 2024                   | 8 août 2024                   | 8 août 2024                   | 8 août 2024                   |             |             |             |             |
|  | B1               | Belgique         | A4               | Espagne          | 0        | 0         | 2            | 2            | 8 août 2024                   | 8 août 2024                   | 8 août 2024                   | 8 août 2024                   |             |             |             |             |
|  | B1               | Belgique         |                  |                  |          |           |              | 2            |                               |                               | B2                            | Inde                          | 2           | 2           |             |             |
|  | A4               | Espagne          | 3                | 3                |          |           |              |              |                               |                               | B2                            | Inde                          | 2           | 2           |             |             |
|  | A4               | Espagne          | 3                | 3                | A4       | Espagne   | 1            | 1            |                               |                               |                               |                               |             |             |             |             |
|  |                  |                  |                  |                  |          |           |              |              |                               |                               |                               |                               |             |             |             |             |

## Les matchs
| Tournoi de qualification olympique 2024 Poule A - Match 5 | Belgique                                                                   | 7 - 0   | Japon | Estadio Betero, Valence                                               |                                                                       |
| 14 janvier 2024 18h30                                     | Luypaert 22e · Cosyns 44e · Onana 45e · Boon 46e, 60e · Van Aubel 59e, 60e | (1 - 0) |       | Arbitrage : Zeke Newman Rawi Anbananthan Arbitre vidéo : Nick Bennett | Arbitrage : Zeke Newman Rawi Anbananthan Arbitre vidéo : Nick Bennett |
| 14 janvier 2024 18h30                                     | Rapport                                                                    |         |       | Arbitrage : Zeke Newman Rawi Anbananthan Arbitre vidéo : Nick Bennett | Arbitrage : Zeke Newman Rawi Anbananthan Arbitre vidéo : Nick Bennett |

| Tournoi de qualification olympique 2024 Poule A - Match 8 | Belgique                                                        | 4 - 2   | Irlande                  | Estadio Betero, Valence                                              |                                                                      |
| 15 janvier 2024 19h15                                     | Denayer 13e · Hendrickx 25e · Ghislain 30e · T. Stockbroekx 32e | (3 - 1) | 26e Johnson · 53e Nelson | Arbitrage : Nick Bennett David Tomlinson Arbitre vidéo : Ben Göntgen | Arbitrage : Nick Bennett David Tomlinson Arbitre vidéo : Ben Göntgen |
| 15 janvier 2024 19h15                                     | Rapport                                                         |         |                          | Arbitrage : Nick Bennett David Tomlinson Arbitre vidéo : Ben Göntgen | Arbitrage : Nick Bennett David Tomlinson Arbitre vidéo : Ben Göntgen |

| Tournoi de qualification olympique 2024 Poule A - Match 11 | Belgique | 12 - 0  | Ukraine | Estadio Betero, Valence                                                |                                                                        |
| 17 janvier 2024 17h00                                      | Ghislain 11e, 32e · Hendrickx 19e, 47e · T. Stockbroekx 21e, 51e · Van Aubel 23e · Boon 27e, 35e, 42e · Cosyns 49e · Onana 55e | (5 - 0) |         | Arbitrage : Nick Bennett Ilanggo Kanabathu Arbitre vidéo : Zeke Newman | Arbitrage : Nick Bennett Ilanggo Kanabathu Arbitre vidéo : Zeke Newman |
| 17 janvier 2024 17h00                                      | Rapport |         |         | Arbitrage : Nick Bennett Ilanggo Kanabathu Arbitre vidéo : Zeke Newman | Arbitrage : Nick Bennett Ilanggo Kanabathu Arbitre vidéo : Zeke Newman |

| Tournoi de qualification olympique 2024 Demi-finale - Match 15 | Belgique                                            | 4 - 0   | Corée du Sud | Estadio Betero, Valence                                           |                                                                   |
| 19 janvier 2024 15h30                                          | Cosyns 29e · Van Aubel 40e · Boon 52e · Denayer 56e | (1 - 0) |              | Arbitrage : Michiel Otten Zeke Newman Arbitre vidéo : Ben Göntgen | Arbitrage : Michiel Otten Zeke Newman Arbitre vidéo : Ben Göntgen |
| 19 janvier 2024 15h30                                          | Rapport                                             |         |              | Arbitrage : Michiel Otten Zeke Newman Arbitre vidéo : Ben Göntgen | Arbitrage : Michiel Otten Zeke Newman Arbitre vidéo : Ben Göntgen |

| Tournoi de qualification olympique 2024 Finale - Match 20 | Espagne                  | 2 - 3   | Belgique                             | Estadio Betero, Valence                                               |                                                                       |
| 21 janvier 2024 18h00                                     | Gispert 38e · Cunill 58e | (0 - 1) | 21e Boon · 58e Van Aubel · 59e Onana | Arbitrage : Zeke Newman David Tomlinson Arbitre vidéo : Michiel Otten | Arbitrage : Zeke Newman David Tomlinson Arbitre vidéo : Michiel Otten |
| 21 janvier 2024 18h00                                     | Rapport                  |         |                                      | Arbitrage : Zeke Newman David Tomlinson Arbitre vidéo : Michiel Otten | Arbitrage : Zeke Newman David Tomlinson Arbitre vidéo : Michiel Otten |

| Ligue professionnelle 2023-2024 Match 13 | Argentine                                       | 4 - 1   | Belgique           | Santiago del Estero Hockey Club, Santiago del Estero                  |                                                                       |
| 14 février 2024 19h00                    | Keenan 15e, 59e · Casella 31e · Della Torre 49e | (1 - 0) | 48e T. Stockbroekx | Arbitrage : Sean Rapaport Tyler Klenk Arbitre vidéo : Benjamin Peters | Arbitrage : Sean Rapaport Tyler Klenk Arbitre vidéo : Benjamin Peters |
| 14 février 2024 19h00                    | Rapport                                         |         |                    | Arbitrage : Sean Rapaport Tyler Klenk Arbitre vidéo : Benjamin Peters | Arbitrage : Sean Rapaport Tyler Klenk Arbitre vidéo : Benjamin Peters |

| Ligue professionnelle 2023-2024 Match 16 | Belgique | 0 - 2   | Allemagne                 | Santiago del Estero Hockey Club, Santiago del Estero                  |                                                                       |
| 15 février 2024 19h00                    |          | (0 - 2) | 19e Hellwig · 25e Mazkour | Arbitrage : Sean Rapaport Benjamin Peters Arbitre vidéo : Tyler Klenk | Arbitrage : Sean Rapaport Benjamin Peters Arbitre vidéo : Tyler Klenk |
| 15 février 2024 19h00                    | Rapport  |         |                           | Arbitrage : Sean Rapaport Benjamin Peters Arbitre vidéo : Tyler Klenk | Arbitrage : Sean Rapaport Benjamin Peters Arbitre vidéo : Tyler Klenk |

| Ligue professionnelle 2023-2024 Match 20 | Argentine                     | 3 - 4   | Belgique                                                   | Santiago del Estero Hockey Club, Santiago del Estero                  |                                                                       |
| 17 février 2024 19h00                    | Domene 30e, 58e · Casella 47e | (1 - 2) | 9e Willems · 19e Duvekot · 36e Hellin · 47e T. Stockbroekx | Arbitrage : Sean Rapaport Benjamin Peters Arbitre vidéo : Tyler Klenk | Arbitrage : Sean Rapaport Benjamin Peters Arbitre vidéo : Tyler Klenk |
| 17 février 2024 19h00                    | Rapport                       |         |                                                            | Arbitrage : Sean Rapaport Benjamin Peters Arbitre vidéo : Tyler Klenk | Arbitrage : Sean Rapaport Benjamin Peters Arbitre vidéo : Tyler Klenk |

| Ligue professionnelle 2023-2024 Match 21 | Belgique                  | 2 - 3   | Allemagne                          | Santiago del Estero Hockey Club, Santiago del Estero                      |                                                                           |
| 18 février 2024 19h00                    | Wilbers 26e · Willems 42e | (1 - 3) | 7e, 25e Weigand · 19e T. Grambusch | Arbitrage : Irene Presenqui Benjamin Peters Arbitre vidéo : Sean Rapaport | Arbitrage : Irene Presenqui Benjamin Peters Arbitre vidéo : Sean Rapaport |
| 18 février 2024 19h00                    | Rapport                   |         |                                    | Arbitrage : Irene Presenqui Benjamin Peters Arbitre vidéo : Sean Rapaport | Arbitrage : Irene Presenqui Benjamin Peters Arbitre vidéo : Sean Rapaport |

| Ligue professionnelle 2023-2024 Match 34 | Belgique    | 1 - 2   | Irlande               | Wilrijkse Plein, Anvers                                                 |                                                                         |
| 22 mai 2024 19h00                        | Hainaut 55e | (0 - 2) | 11e Nelson · 20e Cole | Arbitrage : Raphaël Adrien Sarah Wilson Arbitre vidéo : Jonas van't Hek | Arbitrage : Raphaël Adrien Sarah Wilson Arbitre vidéo : Jonas van't Hek |
| 22 mai 2024 19h00                        | Rapport     |         |                       | Arbitrage : Raphaël Adrien Sarah Wilson Arbitre vidéo : Jonas van't Hek | Arbitrage : Raphaël Adrien Sarah Wilson Arbitre vidéo : Jonas van't Hek |

| Ligue professionnelle 2023-2024 Match 36 | Belgique                                        | 4 - 1   | Inde         | Wilrijkse Plein, Anvers                                              |                                                                      |
| 23 mai 2024 21h00                        | Denayer 22e · Hendrickx 34e, 60e · Charlier 49e | (1 - 0) | 55e Abhishek | Arbitrage : Sean Edwards Ben Göntgen Arbitre vidéo : Jonas van't Hek | Arbitrage : Sean Edwards Ben Göntgen Arbitre vidéo : Jonas van't Hek |
| 23 mai 2024 21h00                        | Rapport                                         |         |              | Arbitrage : Sean Edwards Ben Göntgen Arbitre vidéo : Jonas van't Hek | Arbitrage : Sean Edwards Ben Göntgen Arbitre vidéo : Jonas van't Hek |

| Ligue professionnelle 2023-2024 Match 37 | Belgique                                    | 2 - 2             | Inde                                 | Wilrijkse Plein, Anvers                                               |                                                                       |
| 25 mai 2024 16h15                        | Denayer 30e · Van Aubel 50e                 | (1 - 1)           | 11e Hundal · 59e Sukhjeet            | Arbitrage : Jonas van't Hek Sean Edwards Arbitre vidéo : Alison Keogh | Arbitrage : Jonas van't Hek Sean Edwards Arbitre vidéo : Alison Keogh |
| 25 mai 2024 16h15                        | Rapport                                     |                   |                                      | Arbitrage : Jonas van't Hek Sean Edwards Arbitre vidéo : Alison Keogh | Arbitrage : Jonas van't Hek Sean Edwards Arbitre vidéo : Alison Keogh |
| 25 mai 2024 16h15                        | Boccard · De Sloover · Van Aubel · Ghislain | Tirs au but 3 - 1 | Hundal · Sukhjeet · Abhishek · Vivek | Arbitrage : Jonas van't Hek Sean Edwards Arbitre vidéo : Alison Keogh | Arbitrage : Jonas van't Hek Sean Edwards Arbitre vidéo : Alison Keogh |

| Ligue professionnelle 2023-2024 Match 39 | Belgique | 1 - 4   | Irlande                                    | Wilrijkse Plein, Anvers                                                |                                                                        |
| 26 mai 2024 16h15                        | Kina 9e  | (1 - 1) | 17e, 31e Johnson · 45e Duncan · 55e Walker | Arbitrage : Sean Edwards Sarah Wilson Arbitre vidéo : Annelize Rostron | Arbitrage : Sean Edwards Sarah Wilson Arbitre vidéo : Annelize Rostron |
| 26 mai 2024 16h15                        | Rapport  |         |                                            | Arbitrage : Sean Edwards Sarah Wilson Arbitre vidéo : Annelize Rostron | Arbitrage : Sean Edwards Sarah Wilson Arbitre vidéo : Annelize Rostron |

| Ligue professionnelle 2023-2024 Match 42 | Belgique                                                         | 5 - 1   | Australie | Wilrijkse Plein, Anvers                                            |                                                                    |
| 29 mai 2024 19h00                        | Denayer 8e, 29e · Hendrickx 18e · Onana 36e · T. Stockbroekx 48e | (3 - 1) | 15e Sharp | Arbitrage : Ben Göntgen Ole Ingwersen Arbitre vidéo : Sean Edwards | Arbitrage : Ben Göntgen Ole Ingwersen Arbitre vidéo : Sean Edwards |
| 29 mai 2024 19h00                        | Rapport                                                          |         |           | Arbitrage : Ben Göntgen Ole Ingwersen Arbitre vidéo : Sean Edwards | Arbitrage : Ben Göntgen Ole Ingwersen Arbitre vidéo : Sean Edwards |

| Ligue professionnelle 2023-2024 Match 44 | Belgique                                  | 3 - 2   | Espagne                   | Wilrijkse Plein, Anvers                                                 |                                                                         |
| 30 mai 2024 21h15                        | Dohmen 41e · Luypaert 44e · Hendrickx 55e | (0 - 0) | 35e Pe. Cunill · 42e Sanz | Arbitrage : Jonas van't Hek Alison Keogh Arbitre vidéo : Raphaël Adrien | Arbitrage : Jonas van't Hek Alison Keogh Arbitre vidéo : Raphaël Adrien |
| 30 mai 2024 21h15                        | Rapport                                   |         |                           | Arbitrage : Jonas van't Hek Alison Keogh Arbitre vidéo : Raphaël Adrien | Arbitrage : Jonas van't Hek Alison Keogh Arbitre vidéo : Raphaël Adrien |

| Ligue professionnelle 2023-2024 Match 47 | Belgique                                               | 4 - 1   | Espagne     | Wilrijkse Plein, Anvers                                                   |                                                                           |
| 1er juin 2024 14h00                      | Hendrickx 1e · Van Aubel 17e, 58e · T. Stockbroekx 23e | (3 - 0) | 55e Álvarez | Arbitrage : Jonas van't Hek Annelize Rostron Arbitre vidéo : Sean Edwards | Arbitrage : Jonas van't Hek Annelize Rostron Arbitre vidéo : Sean Edwards |
| 1er juin 2024 14h00                      | Rapport                                                |         |             | Arbitrage : Jonas van't Hek Annelize Rostron Arbitre vidéo : Sean Edwards | Arbitrage : Jonas van't Hek Annelize Rostron Arbitre vidéo : Sean Edwards |

| Ligue professionnelle 2023-2024 Match 51 | Belgique                                                 | 4 - 4             | Australie                                           | Wilrijkse Plein, Anvers                                                     |                                                                             |
| 2 juin 2024 16h15                        | Boon 13e · De Kerpel 42e · Hendrickx 43e · Van Aubel 58e | (1 - 3)           | 12e Govers · 14e Whetton · 19e Ephraums · 51e Sharp | Arbitrage : Jonas van't Hek Raphaël Adrien Arbitre vidéo : Annelize Rostron | Arbitrage : Jonas van't Hek Raphaël Adrien Arbitre vidéo : Annelize Rostron |
| 2 juin 2024 16h15                        | Rapport                                                  |                   |                                                     | Arbitrage : Jonas van't Hek Raphaël Adrien Arbitre vidéo : Annelize Rostron | Arbitrage : Jonas van't Hek Raphaël Adrien Arbitre vidéo : Annelize Rostron |
| 2 juin 2024 16h15                        | Boccard · Van Aubel · Wegnez · De Kerpel                 | Tirs au but 3 - 2 | Brand · Ogilvie · Govers · Sharp · Craig            | Arbitrage : Jonas van't Hek Raphaël Adrien Arbitre vidéo : Annelize Rostron | Arbitrage : Jonas van't Hek Raphaël Adrien Arbitre vidéo : Annelize Rostron |

| Ligue professionnelle 2023-2024 Match 65 | Belgique                        | 3 - 1   | Grande-Bretagne | SV Kampong, Utrecht                                                    |                                                                        |
| 23 juin 2024 13h30                       | Wegnez 17e · Hendrickx 30e, 37e | (2 - 0) | 33e Ansell      | Arbitrage : Jonas van't Hek Wanri Venter Arbitre vidéo : Ayden Shrives | Arbitrage : Jonas van't Hek Wanri Venter Arbitre vidéo : Ayden Shrives |
| 23 juin 2024 13h30                       | Rapport                         |         |                 | Arbitrage : Jonas van't Hek Wanri Venter Arbitre vidéo : Ayden Shrives | Arbitrage : Jonas van't Hek Wanri Venter Arbitre vidéo : Ayden Shrives |

| Ligue professionnelle 2023-2024 Match 68 | Pays-Bas                                  | 3 - 1   | Belgique | SV Kampong, Utrecht                                                         |                                                                             |
| 25 juin 2024 20h00                       | Janssen 41e · T. Reyenga 45e · De Mol 51e | (0 - 1) | 18e Boon | Arbitrage : Jonas van't Hek Rachel Williams Arbitre vidéo : Hannah Harrison | Arbitrage : Jonas van't Hek Rachel Williams Arbitre vidéo : Hannah Harrison |
| 25 juin 2024 20h00                       | Rapport                                   |         |          | Arbitrage : Jonas van't Hek Rachel Williams Arbitre vidéo : Hannah Harrison | Arbitrage : Jonas van't Hek Rachel Williams Arbitre vidéo : Hannah Harrison |

| Ligue professionnelle 2023-2024 Match 69 | Belgique      | 1 - 3   | Grande-Bretagne            | Wagener Stadium, Amsterdam                                                |                                                                           |
| 27 juin 2024 16h30                       | Hendrickx 22e | (1 - 2) | 3e Wallace · 20e, 58e Ward | Arbitrage : Coen van Bunge Wanri Venter Arbitre vidéo : Sophie Bockelmann | Arbitrage : Coen van Bunge Wanri Venter Arbitre vidéo : Sophie Bockelmann |
| 27 juin 2024 16h30                       | Rapport       |         |                            | Arbitrage : Coen van Bunge Wanri Venter Arbitre vidéo : Sophie Bockelmann | Arbitrage : Coen van Bunge Wanri Venter Arbitre vidéo : Sophie Bockelmann |

| Ligue professionnelle 2023-2024 Match 72 | Pays-Bas                           | 3 - 5   | Belgique                                                                     | Wagener Stadium, Amsterdam                                               |                                                                          |
| 30 juin 2024 15h00                       | T. Brinkman 13e, 15e · Pieters 46e | (2 - 3) | 1e T. Stockbroekx · 12e De Kerpel · 27e Hendrickx · 39e Luypaert · 58e Onana | Arbitrage : Coen van Bunge Ayden Shrives Arbitre vidéo : Rachel Williams | Arbitrage : Coen van Bunge Ayden Shrives Arbitre vidéo : Rachel Williams |
| 30 juin 2024 15h00                       | Rapport                            |         |                                                                              | Arbitrage : Coen van Bunge Ayden Shrives Arbitre vidéo : Rachel Williams | Arbitrage : Coen van Bunge Ayden Shrives Arbitre vidéo : Rachel Williams |

| Jeux olympiques 2024 Groupe B - Match 2 | Belgique                           | 2 - 0   | Irlande | Stade départemental Yves-du-Manoir, Colombes                          |                                                                       |
| 27 juillet 2024 10h30                   | Boon 25e · Hendrickx 49e           | (1 - 0) |         | Arbitrage : Gabriel Labate Sean Rapaport Arbitre vidéo : Sarah Wilson | Arbitrage : Gabriel Labate Sean Rapaport Arbitre vidéo : Sarah Wilson |
| 27 juillet 2024 10h30                   | Rapport (FIH) Rapport (Paris 2024) |         |         | Arbitrage : Gabriel Labate Sean Rapaport Arbitre vidéo : Sarah Wilson | Arbitrage : Gabriel Labate Sean Rapaport Arbitre vidéo : Sarah Wilson |

| Jeux olympiques 2024 Groupe B - Match 8 | Belgique                           | 2 - 1   | Nouvelle-Zélande | Stade départemental Yves-du-Manoir, Colombes                     |                                                                  |
| 28 juillet 2024 17h30                   | Hendrickx 8e · Van Aubel 44e       | (1 - 0) | 43e Lane         | Arbitrage : Dan Barstow Steve Rogers Arbitre vidéo : Ben Göntgen | Arbitrage : Dan Barstow Steve Rogers Arbitre vidéo : Ben Göntgen |
| 28 juillet 2024 17h30                   | Rapport (FIH) Rapport (Paris 2024) |         |                  | Arbitrage : Dan Barstow Steve Rogers Arbitre vidéo : Ben Göntgen | Arbitrage : Dan Barstow Steve Rogers Arbitre vidéo : Ben Göntgen |

| Jeux olympiques 2024 Groupe B - Match 18 | Belgique                                                     | 6 - 2   | Australie              | Stade départemental Yves-du-Manoir, Colombes                               |                                                                            |
| 30 juillet 2024 19h45                    | Hendrickx 7e · Boon 15e, 30e, 57e · Van Aubel 35e · Kina 38e | (3 - 1) | 29e Sharp · 44e Govers | Arbitrage : Gareth Greenfield Marcin Grochal Arbitre vidéo : Martin Madden | Arbitrage : Gareth Greenfield Marcin Grochal Arbitre vidéo : Martin Madden |
| 30 juillet 2024 19h45                    | Rapport (FIH) Rapport (Paris 2024)                           |         |                        | Arbitrage : Gareth Greenfield Marcin Grochal Arbitre vidéo : Martin Madden | Arbitrage : Gareth Greenfield Marcin Grochal Arbitre vidéo : Martin Madden |

| Jeux olympiques 2024 Groupe B - Match 21 | Belgique                           | 2 - 1   | Inde         | Stade départemental Yves-du-Manoir, Colombes                        |                                                                     |
| 1er août 2024 10h00                      | Stockbroekx 33e · Dohmen 44e       | (0 - 1) | 18e Abhishek | Arbitrage : Coen van Bunge Zeke Newman Arbitre vidéo : Alison Keogh | Arbitrage : Coen van Bunge Zeke Newman Arbitre vidéo : Alison Keogh |
| 1er août 2024 10h00                      | Rapport (FIH) Rapport (Paris 2024) |         |              | Arbitrage : Coen van Bunge Zeke Newman Arbitre vidéo : Alison Keogh | Arbitrage : Coen van Bunge Zeke Newman Arbitre vidéo : Alison Keogh |

| Jeux olympiques 2024 Groupe B - Match 28 | Belgique                                        | 3 - 3   | Argentine                         | Stade départemental Yves-du-Manoir, Colombes                           |                                                                        |
| 2 août 2024 17h30                        | De Kerpel 34e · Hendrickx 52e · Stockbroekx 60e | (0 - 1) | 5e Casella · 45e Domene · 53e Rey | Arbitrage : Martin Madden Steve Rogers Arbitre vidéo : Jonas van't Hek | Arbitrage : Martin Madden Steve Rogers Arbitre vidéo : Jonas van't Hek |
| 2 août 2024 17h30                        | Rapport (FIH) Rapport (Paris 2024)              |         |                                   | Arbitrage : Martin Madden Steve Rogers Arbitre vidéo : Jonas van't Hek | Arbitrage : Martin Madden Steve Rogers Arbitre vidéo : Jonas van't Hek |

| Jeux olympiques 2024 Quarts de finale - Match 32 | Belgique                           | 2 - 3   | Espagne                                 | Stade départemental Yves-du-Manoir, Colombes                              |                                                                           |
| 4 août 2024 12h30                                | De Sloover 41e · Hendrickx 58e     | (0 - 0) | 40e Basterra · 55e Reyné · 57e Miralles | Arbitrage : Jonas van't Hek Gabriel Labate Arbitre vidéo : Coen van Bunge | Arbitrage : Jonas van't Hek Gabriel Labate Arbitre vidéo : Coen van Bunge |
| 4 août 2024 12h30                                | Rapport (FIH) Rapport (Paris 2024) |         |                                         | Arbitrage : Jonas van't Hek Gabriel Labate Arbitre vidéo : Coen van Bunge | Arbitrage : Jonas van't Hek Gabriel Labate Arbitre vidéo : Coen van Bunge |

| Ligue professionnelle 2024-2025 Match 2 | Pays-Bas                        | 1 - 1             | Belgique                              | Wagener Stadium, Amsterdam                                              |                                                                         |
| 1er décembre 2024 14h30                 | Van Dam 25e                     | (1 - 1)           | 14e Stockbroekx                       | Arbitrage : Sean Edwards Gemma Calderon Arbitre vidéo : Rebecca Edwards | Arbitrage : Sean Edwards Gemma Calderon Arbitre vidéo : Rebecca Edwards |
| 1er décembre 2024 14h30                 | Rapport                         |                   |                                       | Arbitrage : Sean Edwards Gemma Calderon Arbitre vidéo : Rebecca Edwards | Arbitrage : Sean Edwards Gemma Calderon Arbitre vidéo : Rebecca Edwards |
| 1er décembre 2024 14h30                 | Pieters · Bijen · De Mol · Veen | Tirs au but 3 - 1 | Duvekot · Van Dessel · Boccard · Kina | Arbitrage : Sean Edwards Gemma Calderon Arbitre vidéo : Rebecca Edwards | Arbitrage : Sean Edwards Gemma Calderon Arbitre vidéo : Rebecca Edwards |

| Ligue professionnelle 2024-2025 Match 3 | Belgique                        | 4 - 3   | Allemagne                                | Wagener Stadium, Amsterdam                                                      |                                                                                 |
| 2 décembre 2024 14h30                   | Duvekot 4e · Boon 11e, 16e, 55e | (3 - 0) | 48e Zwicker · 57e Sperling · 60e Peillat | Arbitrage : Rebecca Edwards Lukasz Zwierzchowski Arbitre vidéo : Gemma Calderon | Arbitrage : Rebecca Edwards Lukasz Zwierzchowski Arbitre vidéo : Gemma Calderon |
| 2 décembre 2024 14h30                   | Rapport                         |         |                                          | Arbitrage : Rebecca Edwards Lukasz Zwierzchowski Arbitre vidéo : Gemma Calderon | Arbitrage : Rebecca Edwards Lukasz Zwierzchowski Arbitre vidéo : Gemma Calderon |

| Ligue professionnelle 2024-2025 Match 5 | Pays-Bas                          | 3 - 3             | Belgique                                    | Wagener Stadium, Amsterdam                                      |                                                                 |
| 8 décembre 2024 14h30                   | Bijen 11e, 28e · Van der Veen 27e | (3 - 2)           | 1e, 45e Boon · 22e Stockbroekx              | Arbitrage : Alison Keogh Bruce Bale Arbitre vidéo : Dan Barstow | Arbitrage : Alison Keogh Bruce Bale Arbitre vidéo : Dan Barstow |
| 8 décembre 2024 14h30                   | Rapport                           |                   |                                             | Arbitrage : Alison Keogh Bruce Bale Arbitre vidéo : Dan Barstow | Arbitrage : Alison Keogh Bruce Bale Arbitre vidéo : Dan Barstow |
| 8 décembre 2024 14h30                   | De Mol · Bijen · Brinkman · Veen  | Tirs au but 3 - 1 | Boccard · Willems · De Sloover · Van Dessel | Arbitrage : Alison Keogh Bruce Bale Arbitre vidéo : Dan Barstow | Arbitrage : Alison Keogh Bruce Bale Arbitre vidéo : Dan Barstow |

| Ligue professionnelle 2024-2025 Match 6 | Allemagne                              | 3 - 6   | Belgique                                                        | Wagener Stadium, Amsterdam                                       |                                                                  |
| 9 décembre 2024 14h30                   | Hartkopf 18e · Prinz 26e · Mazkour 43e | (2 - 2) | 5e Ghislain · 15e, 42e, 51e Boon · 49e Hellin · 50e Stockbroekx | Arbitrage : Alison Keogh Dan Barstow Arbitre vidéo : Ivona Makar | Arbitrage : Alison Keogh Dan Barstow Arbitre vidéo : Ivona Makar |
| 9 décembre 2024 14h30                   | Rapport                                |         |                                                                 | Arbitrage : Alison Keogh Dan Barstow Arbitre vidéo : Ivona Makar | Arbitrage : Alison Keogh Dan Barstow Arbitre vidéo : Ivona Makar |

## Les joueurs
| Joueurs              | Joueurs                     | TQO 2024        | TQO 2024 | TQO 2024 | TQO 2024 | TQO 2024 |    | LP 2023-2024 | LP 2023-2024 | LP 2023-2024 | LP 2023-2024 | LP 2023-2024 | LP 2023-2024 | LP 2023-2024 | LP 2023-2024 | LP 2023-2024 | LP 2023-2024 | LP 2023-2024 | LP 2023-2024 | LP 2023-2024 | LP 2023-2024 | LP 2023-2024 | LP 2023-2024 |    | JO 2024 | JO 2024 | JO 2024 | JO 2024 | JO 2024  | JO 2024  |          | LP 2024-2025 | LP 2024-2025 | LP 2024-2025 | LP 2024-2025 |
| -------------------- | --------------------------- | --------------- | -------- | -------- | -------- | -------- | -- | ------------ | ------------ | ------------ | ------------ | ------------ | ------------ | ------------ | ------------ | ------------ | ------------ | ------------ | ------------ | ------------ | ------------ | ------------ | ------------ | -- | ------- | ------- | ------- | ------- | -------- | -------- | -------- | ------------ | ------------ | ------------ | ------------ |
| Joueurs              | Joueurs                     | Gardiens de but |          |          |          |          |    |              |              |              |              |              |              |              |              |              |              |              |              |              |              |              |              |    |         |         |         |         |          |          |          |              |              |              |              |
| Simon Vandenbroucke  | Waterloo Ducks HC           | /               | /        | /        | /        | /        |    | X            | X            | X            | X            | /            | /            | /            | /            | /            | /            | /            | /            | /            | /            | /            | /            |    | /       | /       | /       | /       | /        | /        |          | r            | X            | r            | r            |
| Loic van Doren       | KHC Dragons                 | X               | r        | X        | r        | X        | /  | /            | /            | /            | r            | X            | r            | X            | r            | X            | r            | r            | r            | r            | X            | r            | /            | /  | /       | /       | X       | /       | X        | r        | X        | X            |              |              |              |
| Vincent Vanasch      | Royal Orée THB              | r               | X        | r        | X        | r        | /  | /            | /            | /            | X            | r            | X            | r            | X            | r            | X            | X            | X            | X            | r            | X            | X            | X  | X       | X       | /       | X       | /        | /        | /        | /            |              |              |              |
| Boris Feldheim       | Royal Racing Club Bruxelles | /               | /        | /        | /        | /        | r  | r            | r            | r            | /            | /            | /            | /            | /            | /            | /            | /            | /            | /            | /            | /            | /            | /  | /       | /       | /       | /       | /        | /        | /        | /            |              |              |              |
| Alexis van Havere    | Royal Victory HC            | /               | /        | /        | /        | /        | /  | /            | /            | /            | /            | /            | /            | /            | /            | /            | /            | /            | /            | /            | /            | /            | /            | /  | /       | /       | /       | /       | /        | /        | /        | /            |              |              |              |
| Défenseurs           |                             |                 |          |          |          |          |    |              |              |              |              |              |              |              |              |              |              |              |              |              |              |              |              |    |         |         |         |         |          |          |          |              |              |              |              |
| Arthur van Doren     | Braxgata HC                 | X               | X        | X        | X        | X        |    | /            | /            | /            | /            | /            | /            | /            | /            | X            | X            | X            | X            | /            | /            | /            | /            |    | X       | X       | X       | X       | X        | X        |          | X            | X            | X            | X            |
| Nicolas Poncelet     | Royal Léopold Club          | /               | /        | /        | /        | /        | X  | X            | X            | X            | /            | /            | /            | /            | /            | /            | /            | /            | /            | /            | /            | /            | /            | /  | /       | /       | /       | /       | /        | /        | /        | /            |              |              |              |
| Tommy Willems        | Waterloo Ducks HC           | /               | /        | /        | /        | /        | X  | X            | X            | X            | 6e           | 4e           | 4e           | 5e           | /            | /            | /            | /            | /            | /            | /            | /            | /            | /  | /       | /       | /       | /       | 4e       | 4e       | 5e       | 5e           |              |              |              |
| Gauthier Boccard     | Royal Léopold Club          | X               | X        | X        | X        | X        | /  | /            | /            | /            | X            | X            | X            | X            | X            | X            | X            | X            | X            | X            | X            | X            | X            | X  | X       | X       | /       | X       | X        | X        | X        | X            |              |              |              |
| Emmanuel Stockbroekx | Royal Orée THB              | /               | /        | /        | /        | /        | X  | X            | X            | X            | /            | /            | /            | /            | /            | /            | /            | /            | /            | /            | /            | /            | /            | /  | /       | /       | /       | /       | Retraite | Retraite | Retraite | Retraite     |              |              |              |
| Alexander Hendrickx  | La Gantoise HC              | X               | X        | X        | X        | X        | /  | /            | /            | /            | X            | X            | X            | X            | X            | X            | X            | X            | X            | X            | X            | X            | X            | X  | X       | X       | X       | X       | /        | /        | /        | /            |              |              |              |
| Guillermo Hainaut    | Royal Uccle Sport           | /               | /        | /        | /        | /        | /  | 4e           | 4e           | 6e           | 4e           | r            | /            | /            | /            | /            | /            | /            | /            | /            | /            | /            | /            | /  | /       | /       | /       | /       | /        | /        | /        | /            |              |              |              |
| Arthur de Sloover    | HC Oranje-Rood              | X               | X        | X        | X        | X        | /  | /            | /            | /            | /            | /            | X            | /            | X            | X            | X            | X            | X            | X            | X            | X            | X            | X  | X       | X       | X       | X       | X        | X        | X        | X            |              |              |              |
| Loïck Luypaert       | Braxgata HC                 | 3e              | 4e       | r        | 5e       | 3e       | /  | /            | /            | /            | X            | X            | X            | X            | 3e           | 4e           | /            | 4e           | X            | X            | 2e           | 2e           | 3e           | 3e | 4e      | 5e      | 4e      | 5e      | Retraite | Retraite | Retraite | Retraite     |              |              |              |
| Maxime van Oost      | Waterloo Ducks HC           | 3e              | 4e       | 3e       | 4e       | 6e       | X  | X            | X            | X            | X            | X            | 4e           | X            | 3e           | 3e           | 4e           | 4e           | 4e           | 4e           | X            | X            | /            | /  | /       | /       | X       | /       | /        | X        | X        | X            |              |              |              |
| Guillaume van Marcke | Waterloo Ducks HC           | /               | /        | /        | /        | /        | 5e | /            | /            | 4e           | /            | /            | /            | /            | /            | /            | /            | /            | /            | /            | /            | /            | /            | /  | /       | /       | /       | /       | /        | /        | /        | /            |              |              |              |
| Olivier Biekens      | Braxgata HC                 | /               | /        | /        | /        | /        | X  | X            | X            | /            | /            | 4e           | /            | 8e           | /            | /            | 4e           | /            | 8e           | r            | /            | /            | /            | /  | /       | /       | /       | /       | X        | 4e       | /        | 4e           |              |              |              |
| Maxime Loots         | Braxgata HC                 | /               | /        | /        | /        | /        | 4e | 5e           | 4e           | /            | /            | /            | /            | /            | /            | /            | /            | /            | /            | /            | /            | /            | /            | /  | /       | /       | /       | /       | /        | /        | /        | /            |              |              |              |
| Hugo Labouchère      | Royal Orée THB              | /               | /        | /        | /        | /        | /  | /            | /            | /            | /            | /            | /            | /            | /            | /            | /            | /            | /            | /            | /            | /            | /            | /  | /       | /       | /       | /       | /        | /        | /        | /            |              |              |              |
| Lucas Balthazar      | Royal Uccle Sport           | /               | /        | /        | /        | /        | /  | /            | /            | /            | /            | /            | /            | /            | /            | /            | /            | /            | /            | /            | /            | /            | /            | /  | /       | /       | /       | /       | 4e       | /        | 4e       | /            |              |              |              |
| Milieux de terrain   |                             |                 |          |          |          |          |    |              |              |              |              |              |              |              |              |              |              |              |              |              |              |              |              |    |         |         |         |         |          |          |          |              |              |              |              |
| John-John Dohmen     | Royal Orée THB              | 4e              | 7e       | 3e       | 4e       | X        |    | /            | /            | /            | /            | X            | X            | 4e           | X            | 2e           | 3e           | 4e           | 4e           | 3e           | 4e           | 4e           | 4e           |    | 3e      | 2e      | 2e      | 2e      | 2e       | 3e       |          | Retraite     | Retraite     | Retraite     | Retraite     |
| Augustin Meurmans    | Royal Racing Club Bruxelles | /               | /        | /        | /        | /        | /  | /            | /            | /            | /            | /            | /            | /            | /            | /            | /            | /            | /            | /            | /            | /            | /            | /  | /       | /       | /       | /       | /        | /        | /        | /            |              |              |              |
| Félix Denayer        | KHC Dragons                 | X               | X        | X        | X        | X        | /  | /            | /            | /            | X            | X            | X            | X            | X            | X            | /            | X            | X            | X            | X            | X            | X            | X  | X       | X       | X       | X       | Retraite | Retraite | Retraite | Retraite     |              |              |              |
| Antoine Kina         | La Gantoise HC              | /               | /        | /        | /        | /        | /  | /            | /            | /            | /            | /            | X            | X            | X            | X            | X            | X            | X            | X            | X            | X            | X            | X  | X       | X       | X       | X       | X        | X        | X        | X            |              |              |              |
| Victor Wegnez        | Waterloo Ducks HC           | X               | X        | X        | X        | X        | /  | /            | /            | /            | X            | X            | X            | 4e           | X            | X            | X            | X            | X            | X            | X            | X            | X            | X  | X       | X       | X       | X       | /        | /        | /        | /            |              |              |              |
| Tobias Biekens       | Braxgata HC                 | /               | /        | /        | /        | /        | X  | X            | X            | X            | 6e           | 5e           | /            | 4e           | /            | /            | /            | /            | /            | /            | /            | /            | /            | /  | /       | /       | /       | /       | 4e       | 4e       | /        | 6e           |              |              |              |
| Arno van Dessel      | Royal Herakles HC           | X               | X        | X        | X        | r        | X  | X            | X            | X            | /            | /            | /            | /            | /            | /            | /            | /            | /            | 4e           | 5e           | 3e           | 3e           | 4e | 4e      | 3e      | 4e      | 3e      | X        | X        | X        | X            |              |              |              |
| Jeremy Wilbers       | Waterloo Ducks HC           | /               | /        | /        | /        | /        | 6e | 4e           | /            | X            | /            | /            | /            | /            | /            | /            | /            | /            | /            | /            | /            | /            | /            | /  | /       | /       | /       | /       | /        | /        | /        | /            |              |              |              |
| Charlie van Damme    | Royal Herakles HC           | /               | /        | /        | /        | /        | 9e | 6e           | 4e           | /            | /            | /            | /            | /            | /            | /            | /            | /            | /            | /            | /            | /            | /            | /  | /       | /       | /       | /       | /        | /        | /        | /            |              |              |              |
| Victor Foubert       | KHC Dragons                 | /               | /        | /        | /        | /        | /  | /            | /            | /            | /            | /            | /            | /            | /            | /            | /            | /            | /            | /            | /            | /            | /            | /  | /       | /       | /       | /       | X        | 4e       | 4e       | X            |              |              |              |
| Jack Vloeberghs      | Royal Herakles HC           | /               | /        | /        | /        | /        | /  | /            | /            | /            | /            | /            | /            | /            | /            | /            | /            | /            | /            | /            | /            | /            | /            | /  | /       | /       | /       | /       | /        | /        | /        | /            |              |              |              |
| Attaquants           |                             |                 |          |          |          |          |    |              |              |              |              |              |              |              |              |              |              |              |              |              |              |              |              |    |         |         |         |         |          |          |          |              |              |              |              |
| Thibeau Stockbroekx  | HC Oranje-Rood              | X               | X        | X        | X        | X        |    | X            | X            | X            | X            | /            | /            | /            | X            | X            | 4e           | X            | r            | X            | X            | X            | X            |    | 3e      | 3e      | 2e      | 2e      | 2e       | 3e       |          | X            | X            | X            | X            |
| Florent van Aubel    | Pinoké                      | X               | X        | X        | X        | X        | /  | /            | /            | /            | /            | X            | X            | X            | X            | /            | X            | X            | /            | /            | /            | /            | X            | X  | X       | X       | X       | X       | Retraite | Retraite | Retraite | Retraite     |              |              |              |
| Cédric Charlier      | Royal Racing Club Bruxelles | /               | /        | /        | /        | /        | /  | /            | /            | /            | X            | 4e           | 3e           | /            | 4e           | X            | /            | 3e           | 5e           | 5e           | 2e           | 3e           | /            | X  | /       | /       | /       | /       | Retraite | Retraite | Retraite | Retraite     |              |              |              |
| Nicolas de Kerpel    | Royal Herakles HC           | /               | /        | /        | /        | /        | /  | /            | /            | /            | X            | X            | 6e           | 4e           | 60e          | X            | X            | X            | 3e           | 2e           | X            | X            | X            | /  | X       | X       | X       | X       | /        | /        | 4e       | 4e           |              |              |              |
| Thomas Crols         | KHC Dragons                 | /               | /        | /        | /        | /        | X  | X            | X            | X            | /            | /            | /            | /            | /            | /            | /            | /            | /            | /            | /            | /            | /            | /  | /       | /       | /       | /       | /        | 4e       | 4e       | 4e           |              |              |              |
| William Ghislain     | Waterloo Ducks HC           | 5e              | 6e       | 3e       | 4e       | 4e       | /  | /            | /            | /            | 4e           | /            | X            | /            | 3e           | 2e           | 3e           | /            | /            | /            | /            | /            | /            | /  | /       | /       | /       | /       | X        | 4e       | /        | 4e           |              |              |              |
| Tom Boon             | Royal Léopold Club          | X               | X        | X        | X        | X        | /  | /            | /            | /            | 4e           | /            | /            | /            | /            | X            | X            | 2e           | X            | X            | 2e           | 2e           | 2e           | 3e | 2e      | 2e      | 3e      | 3e      | X        | X        | X        | X            |              |              |              |
| Nelson Onana         | Royal Léopold Club          | 3e              | 2e       | 2e       | 2e       | 2e       | /  | /            | /            | /            | 5e           | X            | X            | X            | X            | /            | r            | X            | X            | X            | X            | X            | X            | X  | X       | X       | X       | X       | 5e       | /        | X        | /            |              |              |              |
| Tanguy Cosyns        | Royal Racing Club Bruxelles | 5e              | 3e       | 5e       | 4e       | 3e       | /  | /            | /            | /            | X            | 4e           | 3e           | 3e           | /            | r            | 3e           | /            | /            | /            | /            | /            | /            | /  | /       | /       | /       | /       | Retraite | Retraite | Retraite | Retraite     |              |              |              |
| Dylan Englebert      | Royal Léopold Club          | /               | /        | /        | /        | /        | 5e | 4e           | 3e           | 4e           | /            | /            | /            | /            | /            | /            | /            | /            | /            | /            | /            | /            | /            | /  | /       | /       | /       | /       | /        | /        | /        | /            |              |              |              |
| Guillaume Hellin     | La Gantoise HC              | /               | /        | /        | /        | /        | 4e | 4e           | 6e           | 7e           | /            | /            | /            | /            | /            | /            | /            | /            | /            | /            | /            | /            | /            | /  | /       | /       | /       | /       | 4e       | X        | X        | X            |              |              |              |
| Roman Duvekot        | La Gantoise HC              | /               | /        | /        | /        | /        | X  | X            | X            | X            | /            | /            | /            | /            | /            | /            | /            | /            | /            | /            | /            | /            | /            | /  | /       | /       | /       | /       | 4e       | X        | 6e       | /            |              |              |              |
| Emile Esquelin       | La Gantoise HC              | /               | /        | /        | /        | /        |    |              |              |              | /            | /            | /            | /            | /            | /            | /            | /            | /            | /            | /            | /            | /            | /  | /       | /       | /       | /       | /        | /        | /        | /            |              |              |              |
| Charles Langendries  | Waterloo Ducks HC           | /               | /        | /        | /        | /        | /  | /            | /            | /            | /            | /            | /            | /            | /            | /            | /            | /            | /            | /            | /            | /            | /            | /  | /       | /       | /       | /       | /        | /        | /        | /            |              |              |              |

Un « X » indique un joueur qui commence le match sur le terrain.
Un « r » indique un joueur qui était parmi les remplaçants mais qui n'est pas monté au jeu.
1. 1 2 3 4 5 6 7  Dernière sélection officielle pour le joueur.
2. 1 2 3 4  Première sélection officielle pour le joueur.